# Nikita Glazkov
Nikita Glazkov (né le 16 avril 1992) est un escrimeur russe dont l'arme de prédilection est l'épée.
En 2010, il devient champion du monde junior à Bakou.
En octobre 2016, il remporte le Grand Prix de Berne, valable pour la Coupe du monde. En juillet 2017, sélectionné dans l'équipe russe qui remporte la médaille de bronze lors des mondiaux de Leipzig.